# Oberleitungsbus Kimch’aek
Der Oberleitungsbus Kimch’aek ist ein Oberleitungsbussystem in der nordkoreanischen Stadt Kimch’aek, welche sich in der Provinz Hamgyŏng-pukto befindet.

## Geschichte
Das Netz ging am 17. Mai 1985 in Betrieb und besteht aus einer Linie. Diese verbindet den Stadtteil Sinpyong mit einem Bahnhof im Norden.
Ein täglicher oder gar regelmäßiger Linienbetrieb findet wahrscheinlich nicht mehr statt.

## Fahrzeuge
Der Fuhrpark setzt sich aus zirka 20 Fahrzeugen zusammen. Es existiert ein Betriebshof.